# Denovan Torres
Denovan Galileo Torres Pérez (Victoria, Yoro, 4 de octubre de 1989) es un futbolista hondureño, juega de portero en el Génesis de Comayagua de la Liga Nacional de Honduras.

## Clubes
| Club          | País     | Año             |
| ------------- | -------- | --------------- |
| Marathón      | Honduras | 2010 - 2022     |
| Lobos UPNFM   | Honduras | 2022 - 2024     |
| Génesis       | Honduras | 2024            |
| Juticalpa F.C | Honduras | 2024 - Presente |

## Palmarés

### Campeonatos nacionales
| Título                    | Club     | País     | Año  |
| ------------------------- | -------- | -------- | ---- |
| Copa de Honduras          | Marathón | Honduras | 2017 |
| Liga Nacional de Honduras | Marathón | Honduras | 2018 |